# Квинт Цедиций Ноктуа
Квинт Цеди́ций Ноктуа (лат. Quintus Caedicius Noctua; умер после 283 года до н. э.) — римский политический деятель из плебейского рода Цедициев, консул 289 года до н. э.

## Происхождение
Отец Квинта Цедиция, по одной из версий, носил такой же преномен. Согласно альтернативному мнению, им был начальник кавалерии в битве при Аквилонии (293 год до н. э.) Гай Цедиций, брат Квинта Цедиция-старшего.

## Биография
В 289 году до н. э. Ноктуа занимал должность консула вместе с Марком Валерием Максимом Корвином. В 283 году он был цензором, коллега неизвестен. 
Сыном Ноктуа, вероятно всего, был консул 256 года до н. э. Квинт Цедиций.